# 52-га стрілецька дивізія (СРСР)
52-га стрілецька дивізія (52 сд) (рос. 52-я стрелковая дивизия) — військове з'єднання, стрілецька дивізія сухопутних військ Червоної армії, що існувала з 1935 до 1941 року.

## Історія з'єднання
52-га стрілецька дивізія сформована у травні-серпні 1935 року на Гороховецьких таборах Ярославської області у Московському військовому окрузі. Брала участь у радянському вторгненні до Польщі 1939 року, в ході якої зазнала втрат у бою під Шацьком.
2 жовтня 1939 року з'єднання увійшло до складу 15-го стрілецького корпусу 5-ї армії Українського фронту, пізніше переведено до Білоруського та згодом Ленінградського військових округів. У радянсько-фінській війни 1939-40 року вела бої на Мурманському напрямку, змагалася за Петсамо.
До початку німецько-радянської війни 52-га стрілецька дивізія дислокувалася в Мурманську, Мончегорську і Кіровську. З 26 червня 1941 року формування перекинули залізницею через Кольську затоку ближче до фронту. На початок липня 1941 року 52-га дивізія займала оборону по рубежу річки Західна Ліца і з 2 липня 1941 року вела бої на цьому рубежі. 22 жовтня 1941 року війська вермахту за наказом перейшли до оборони. 6 липня 1941 року один з батальйонів брав участь у висадці морського десанту в губі Велика Західна Ліца.
26 грудня 1941 року за бойові заслуги, мужність і відвагу особового складу 52-та стрілецька дивізія (1-го формування) була нагороджена почесним званням «гвардійська» і перетворена на 10-у гвардійську стрілецьку дивізію.